# Wolfsberger AC II
Der Wolfsberger AC II ist die zweite Mannschaft des österreichischen Bundesligisten Wolfsberger AC. Die Mannschaft spielt seit der Saison 2017/18 in der Regionalliga Mitte, der dritthöchsten Spielklasse.

## Geschichte
Die heutigen WAC Amateure stiegen in der Saison 2007/08 als WAC/St. Andrä II in die Kärntner Liga ein. Die zweite Mannschaft der Spielgemeinschaft des Wolfsberger AC und des SK St. Andrä nahm den Platz der Wolfsberger in der Landesliga ein, während die erste Mannschaft der Spielgemeinschaft den Platz von St. Andrä in der Regionalliga Mitte belegte. In der Saison 2007/08 belegte das Team den sechsten Tabellenrang in der Kärntner Liga.
In der Saison 2008/09 wurde die Spielgemeinschaft abermals Sechster in der vierthöchsten Spielklasse. In der Saison 2009/10 belegte das Team den zehnten Tabellenrang. In der Saison 2010/11 wurde man Zwölfter und hatte lediglich zwei Punkte Vorsprung auf die Abstiegsränge. Den Klassenerhalt fixierte man erst am letzten Spieltag mit einem 3:1-Sieg gegen die SG Drautal. In der Spielzeit 2011/12 wurde das Team wieder Zehnter. Nach der Saison 2011/12 beendeten St. Andrä und Wolfsberg ihre Zusammenarbeit, die zweite Mannschaft blieb nun als Wolfsberger AC II der Kärntner Liga erhalten. In der Saison 2012/13 wurden die WAC Amateure mit einem Vorsprung von 15 Punkten auf den Stadtrivalen ATSV Wolfsberg Meister und stiegen somit in die Regionalliga Mitte auf.
In der Debütsaison in der dritthöchsten Spielklasse wurden die Kärntner 14. und hatten einen Punkte Vorsprung auf die Abstiegsränge. Wie schon in der Landesliga in der Saison 2010/11 fixierten die Wolfsberger den Klassenerhalt erst am letzten Spieltag mit einem 2:1-Sieg gegen die Union St. Florian, während Verfolger Villacher SV dem LASK unterlag. In der Saison 2014/15 belegten die WAC-Amateure den zehnten Rang und hatten mit dem Abstieg nichts zu tun. In der Saison 2015/16 belegte man ein zweites Mal den 14. Platz, der jedoch in dieser Spielzeit den Abstieg in die Kärntner Liga bedeutete. Auf das rettende Ufer fehlten den WAC Amateuren drei Zähler. In der Kärntner Liga verbrachte man jedoch nur eine Spielzeit, da man in der Saison 2016/17 als Meister mit zehn Punkten Vorsprung auf den SAK Klagenfurt wieder in die Regionalliga aufsteigen konnte.
In der Saison 2017/18 belegte man den zwölften Rang und war die Saison über nicht abstiegsbedroht. In der Saison 2018/19 gelang mit Rang acht erstmals eine einstellige Tabellenplatzierung. In der Saison 2019/20 belegte man nach 17 Spieltagen den sechsten Tabellenplatz, ehe die Spielzeit aufgrund der COVID-19-Pandemie abgebrochen wurde. In der Saison 2021/22 erreichte das Team mit dem vierten Endrang das beste Ergebnis der Geschichte. In der Saison 2023/24 stieg Wolfsberg II dann aber nach sieben Jahren in der Regionalliga als Vorletzter wieder in die Kärntner Liga ab. Nachdem sich der ASK Klagenfurt aber aus der Regionalliga zurückgezogen hatte, wurde Wolfsberg im Juli 2024 wieder in die Regionalliga eingegliedert.